# Polygonia gracilis
Polygonia gracilis är en fjärilsart som beskrevs av Augustus Radcliffe Grote och Robinson 1867. Polygonia gracilis ingår i släktet Polygonia och familjen praktfjärilar. Inga underarter finns listade i Catalogue of Life.

## Bildgalleri

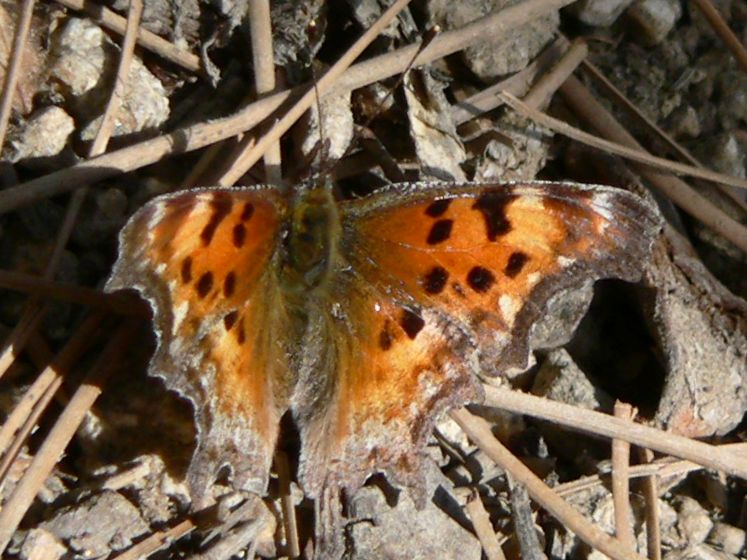
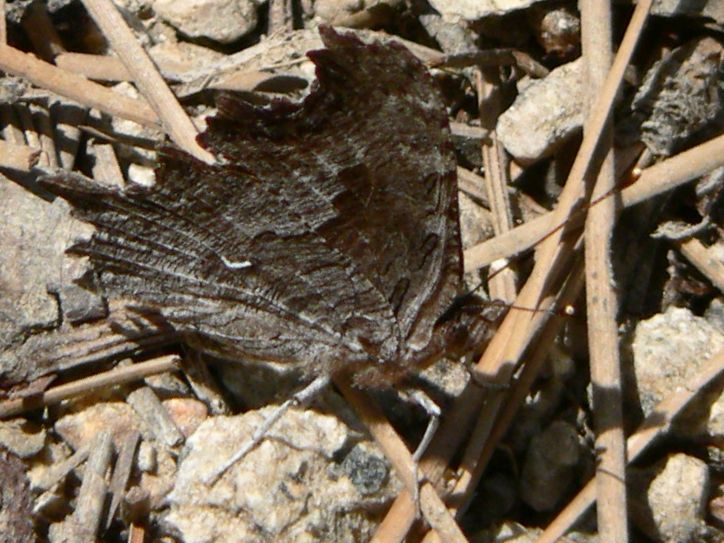